# Torneo de Estocolmo 2016
El If Stockholm Open 2016 es un torneo de tenis. Pertenece al ATP Tour 2016 en la categoría ATP World Tour 250. El torneo tendrá lugar en la ciudad de Bangkok, Tailandia, desde el 17 de octubre hasta el 23 de octubre de 2016 sobre canchas duras.

## Cabezas de serie
| Tenista          | Ranking | N.º |
| Gaël Monfils     | 8       | 1   |
| Grigor Dimitrov  | 18      | 2   |
| Ivo Karlović     | 20      | 3   |
| Alexander Zverev | 21      | 4   |
| Steve Johnson    | 24      | 5   |
| Jack Sock        | 25      | 6   |
| John Isner       | 26      | 7   |
| Marcos Baghdatis | 36      | 8   |

- Ranking del 10 de octubre de 2016.

### Dobles masculinos
| Tenista                            | Ranking | Preclasificada |
| Marcelo Melo Bruno Soares          | 9       | 1              |
| Rohan Bopanna Treat Huey           | 43      | 2              |
| Marcin Matkowski Jean-Julien Rojer | 43      | 3              |
| Mate Pavić Michael Venus           | 72      | 4              |

## Campeones

### Individual Masculino
Juan Martín del Potro venció a  Jack Sock por 7-5, 6-1

### Dobles Masculino
Elias Ymer /  Mikael Ymer vencieron a  Mate Pavić /  Michael Venus por 6-1, 6-1